# 볼더 (콜로라도주)

볼더

볼더(Boulder)는 미국 서부 콜로라도주 볼더군에 있는 도시로 볼더군의 카운티청 소재지이자 최대 도시다. 인구는 108,250명 (2020)으로 로키산맥의 동쪽 기슭 해발고도 1,600m 지점에 위치하며, 덴버 북서쪽에 있는 덴버의 위성도시이다. 주변에 큰 자갈이 많아 영어로 그 의미를 가진 볼더라고 부르게 되었다. 주변에 금, 텅스텐 등의 광산이 생기면서 발전하였다. 최근에는 광업은 쇠퇴하였으나, 덴버의 위성도시로서 발전하였다. 또한 콜로라도 대학교가 들어서 있는 대학도시이므로 학술 연구도 활발하다. 로키산맥 관광을 위한 중요한 거점도시로 관광객도 많이 몰려든다. 볼더 (CO)에는 로얄 아크 트레일 같은 명소외에도 다양한 명소들이 있는데 매혹적인 과거, 흥미로운 현재와 즐거운 미래를 만나볼 수 있다.
학생 수가 약 3만 명에 달하는 콜로라도 주립대학(University of Colorado)이 도시 문화와 경제의 중심역할을 하고 있다. 또한 4만5,000에이커에 달하는 아름다운 자연의 공간과 매년 300일이 넘는 맑은 날씨가 자랑거리다.

## 인구
| 인구조사              | 인구    | Note  | %±     |
| --------------------- | ------- | ----- | ------ |
| 1870년                | 343     |       | —      |
| 1880년                | 3,069   |       | 794.8% |
| 1890년                | 3,330   |       | 8.5%   |
| 1900년                | 6,150   |       | 84.7%  |
| 1910년                | 9,539   |       | 55.1%  |
| 1920년                | 11,006  |       | 15.4%  |
| 1930년                | 11,223  |       | 2.0%   |
| 1940년                | 12,958  |       | 15.5%  |
| 1950년                | 19,999  |       | 54.3%  |
| 1960년                | 37,718  |       | 88.6%  |
| 1970년                | 66,870  |       | 77.3%  |
| 1980년                | 76,685  |       | 14.7%  |
| 1990년                | 83,312  |       | 8.6%   |
| 2000년                | 94,673  |       | 13.6%  |
| 2010년                | 97,385  |       | 2.9%   |
| 2019 (추산)           | 105,673 | [ 1 ] | 8.5%   |
| U.S. Decennial Census |         |       |        |

## 기후
| 볼더의 기후                                                      | 볼더의 기후 | 볼더의 기후 | 볼더의 기후 | 볼더의 기후 | 볼더의 기후 | 볼더의 기후 | 볼더의 기후 | 볼더의 기후 | 볼더의 기후 | 볼더의 기후 | 볼더의 기후 | 볼더의 기후 | 볼더의 기후  |
| 월                                                               | 1월         | 2월         | 3월         | 4월         | 5월         | 6월         | 7월         | 8월         | 9월         | 10월        | 11월        | 12월        | 연간         |
| ---------------------------------------------------------------- | ----------- | ----------- | ----------- | ----------- | ----------- | ----------- | ----------- | ----------- | ----------- | ----------- | ----------- | ----------- | ------------ |
| 역대 최고 기온 °C (°F)                                           | 23 (73)     | 26 (79)     | 32 (90)     | 31 (88)     | 35 (95)     | 40 (104)    | 40 (104)    | 39 (102)    | 38 (100)    | 32 (90)     | 27 (80)     | 24 (76)     | 40 (104)     |
| 일평균 최고 기온 °C (°F)                                         | 8.3 (47.0)  | 9.1 (48.3)  | 13.9 (57.0) | 17.1 (62.8) | 21.8 (71.3) | 28.1 (82.5) | 31.1 (88.0) | 30.0 (86.0) | 26.0 (78.8) | 18.8 (65.9) | 12.5 (54.5) | 7.9 (46.3)  | 18.7 (65.7)  |
| 일일 평균 기온 °C (°F)                                           | 1.3 (34.3)  | 1.8 (35.3)  | 6.1 (43.0)  | 9.3 (48.7)  | 13.9 (57.0) | 19.3 (66.8) | 22.5 (72.5) | 21.5 (70.7) | 17.5 (63.5) | 10.9 (51.6) | 5.2 (41.3)  | 0.9 (33.7)  | 10.9 (51.5)  |
| 일평균 최저 기온 °C (°F)                                         | −5.8 (21.5) | −5.4 (22.3) | −1.7 (29.0) | 1.4 (34.5)  | 5.9 (42.7)  | 10.6 (51.1) | 13.9 (57.0) | 13.1 (55.5) | 8.9 (48.1)  | 2.9 (37.2)  | −2.2 (28.1) | −6.1 (21.1) | 2.9 (37.3)   |
| 역대 최저 기온 °C (°F)                                           | −36 (−33)   | −33 (−28)   | −25 (−13)   | −19 (−3)    | −8 (17)     | −7 (20)     | 4 (40)      | 4 (40)      | −9 (15)     | −19 (−2)    | −24 (−12)   | −31 (−24)   | −36 (−33)    |
| 평균 강수량 mm (인치)                                            | 21 (0.83)   | 25 (0.99)   | 51 (1.99)   | 77 (3.05)   | 82 (3.21)   | 50 (1.95)   | 46 (1.83)   | 43 (1.68)   | 53 (2.09)   | 41 (1.62)   | 30 (1.18)   | 21 (0.81)   | 540 (21.23)  |
| 평균 강설량 cm (인치)                                            | 29 (11.3)   | 38 (15.0)   | 40 (15.7)   | 37 (14.7)   | 5.1 (2.0)   | 0.0 (0.0)   | 0.0 (0.0)   | 0.0 (0.0)   | 2.5 (1.0)   | 18 (7.0)    | 33 (13.1)   | 33 (13.0)   | 235.6 (92.8) |
| 평균 강수일수 (≥ 0.01 인치)                                      | 5.8         | 6.9         | 8.1         | 10.1        | 12.6        | 10.1        | 10.6        | 10.5        | 7.9         | 7.1         | 5.9         | 5.4         | 101.0        |
| 평균 강설일수 (≥ 0.1 인치)                                       | 5.6         | 6.5         | 6.0         | 4.9         | 0.9         | 0.0         | 0.0         | 0.0         | 0.5         | 2.1         | 4.8         | 5.5         | 36.8         |
| 출처: 미국 해양대기청 (평년값: 1991년~2020년, 극값: 1893년~현재) |             |             |             |             |             |             |             |             |             |             |             |             |              |

## 같이 보기
- 콜로라도주
- 콜로라도주의 군 목록
- 콜로라도주의 통계 지구